# Papa Pio VI
Papa Pio VI (in latino: Pius PP. VI, nato Angelo Onofrio Melchiorre Natale Giovanni Antonio detto Giovanni Angelo o Giannangelo Braschi; Cesena, 25 dicembre 1717 – Valence-sur-Rhône, 29 agosto 1799) è stato il 250º vescovo di Roma (249º successore di Pietro) e papa della Chiesa cattolica dal 15 febbraio 1775 fino alla sua morte.

## Biografia
Giovanni Angelo Braschi nacque il giorno di Natale del 1717 a Cesena dal conte Marco Aurelio Tommaso Braschi e dalla contessa Anna Teresa Bandi, figlio primogenito di una numerosa famiglia di otto figli, con tre fratelli e quattro sorelle e questi erano: Felice Silvestro, Giulia Francesca, Cornelio Francesco, Maria Olimpia, Anna Maria Costanza, Giuseppe Luigi e Maria Lucia Margherita. Sua nonna materna era la contessa Cornelia Zangheri Bandi. Fu battezzato a Cesena due giorni dopo la nascita, il 27 dicembre, e gli fu dato il nome di battesimo di Angelo Onofrio Melchiorre Natale Giovanni Antonio. Suoi padrini furono il conte Fabio Locatelli e la contessa Bianchini Fantaguzzi.

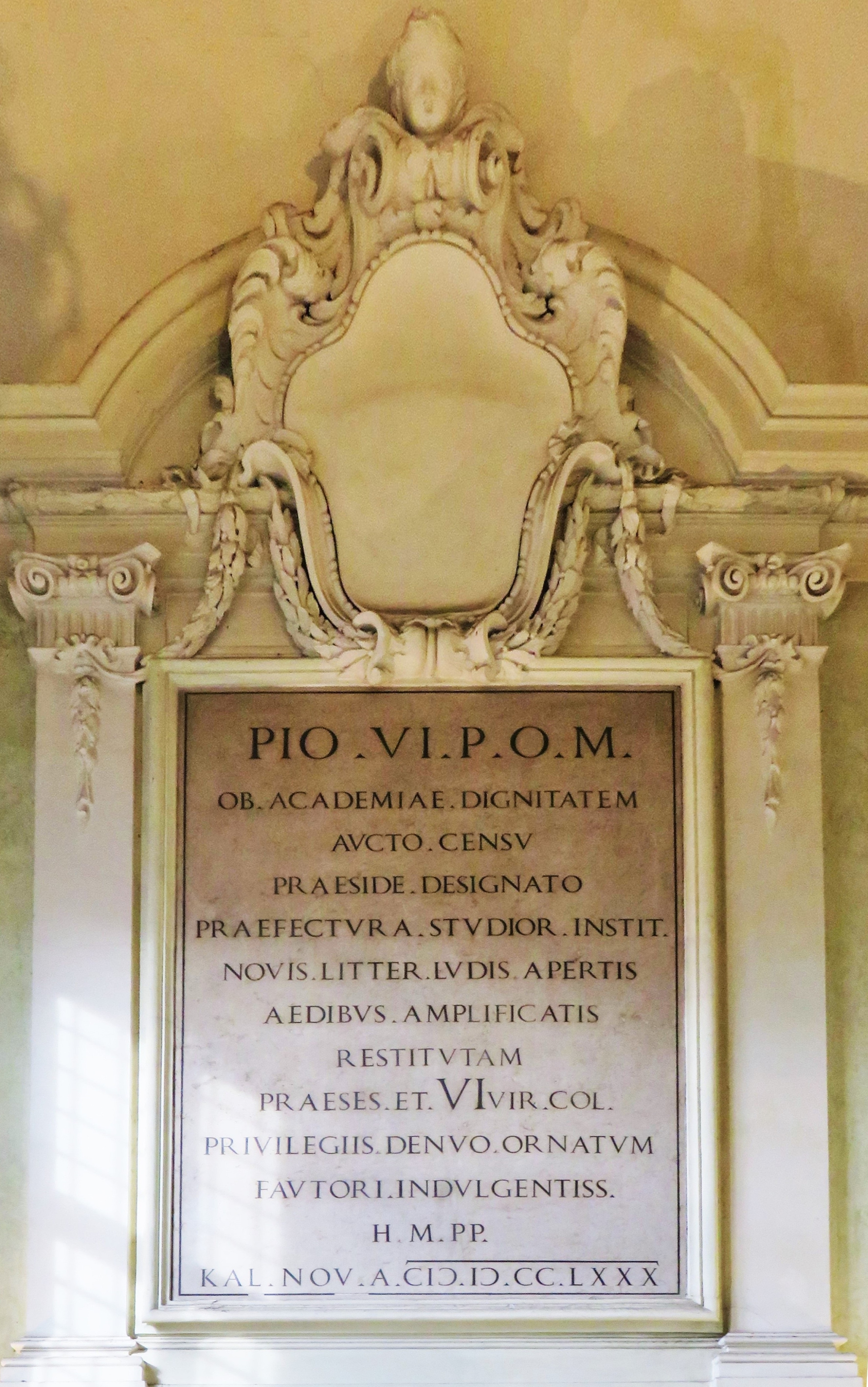
Targa posta nell'allora sede dell'ateneo di Ferrara.

Dopo la morte del padre, avvenuta il 2 luglio 1759, ereditò il titolo di conte di Falcino. Studiò nel seminario locale retto dai Gesuiti ed a soli 18 anni si laureò in utroque iure all'Università di Cesena (20 aprile 1735) e in seguito completò i suoi studi di giurisprudenza all'Università di Ferrara. Una targa, posta nello scalone d'onore dell'allora sede dell'ateneo, palazzo Paradiso, lo ricorda.
Successivamente, si perfezionò all'Università di Ferrara, dove completò gli studi giuridici sotto la guida dello zio, Giovanni Carlo Bandi. A Ferrara ottenne il suo primo incarico importante, quello di segretario del cardinal legato, Tommaso Ruffo. Come suo assistente, si recò a Roma nel 1740, in occasione del conclave che elesse il successore di Clemente XII.
Nel 1744 organizzò in maniera efficace la difesa della città di Velletri durante la battaglia dell'11 agosto 1744 tra forze austriache e napoletane nell'ambito della guerra di successione austriaca. Notatolo, il re Carlo VII di Napoli (che quindici anni dopo divenne re di Spagna col nome di Carlo III di Spagna), strinse con lui ottime relazioni che giovarono al giovane Braschi una volta eletto al soglio pontificio. Nel 1746 il pontefice Benedetto XIV lo inviò a Napoli per risolvere dei conflitti giurisdizionali sorti tra Roma e il regno borbonico per i tribunali vescovili: la missione ebbe successo ed egli riuscì ad ottenere le dimissioni dell'arcivescovo di Napoli, il cardinale Giuseppe Spinelli, venendo nominato come ricompensa al rango di monsignore col titolo di cappellano privato di Sua Santità. Dopo la morte del cardinale Ruffo (16 febbraio 1753) il papa Benedetto XIV, stimandolo moltissimo, lo nominò suo segretario.
In seguito alla scoperta della vocazione, Braschi decise di abbandonare la carriera professionale e di prendere i voti. Fu ordinato sacerdote nel 1758.

### Cronologia incarichi
Prima dell'ordinazione sacerdotale
- 1735-1753: è segretario del cardinale Tommaso Ruffo; durante questo periodo:
  - 1740-1753: è uditore per la sede suburbicaria di Ostia e Velletri, prendendo residenza in quest'ultima città;
- Aiutante di studio e successivamente Cameriere segreto di papa Benedetto XIV[5].

Dopo l'ordinazione sacerdotale
- Nel settembre 1758 entra nella Prelatura romana come prelato domestico di Sua Santità; poi Clemente XIII lo nomina membro del Tribunale della Segnatura di Grazia come referendario (14 settembre);
- Settembre 1759: è uditore civile e segretario del cardinale camerlengo Carlo Rezzonico, nipote di papa Clemente XIII;
- 1762: è consultore del Sacro Collegio dell'Indice;
- 22 settembre 1766: è Tesoriere generale della Camera Apostolica;
- 10 maggio 1773: è creato cardinale presbitero con il titolo di Sant'Onofrio;
- È nominato abate commendatario di Santa Maria di Valdiponte, presso Perugia, dell'Abbazia di Subiaco e del monastero di San Gregorio al Celio a Roma;
- 15 febbraio 1775: viene eletto romano pontefice.

### Il Conclave del 1774-1775
Pio VI fu eletto papa il 15 febbraio 1775 nel Palazzo Apostolico.
Il conclave si aprì il 5 ottobre 1774, quindi ebbe una durata di quattro mesi e nove giorni. Era dal 1740 (elezione di papa Benedetto XIV) che non si svolgeva un'assise più lunga. Di tutti i conclavi che si sono tenuti successivamente, nessuno è durato così a lungo.
Parteciparono all'ultima votazione, quella del 15 febbraio 1775, 44 cardinali.
Durante il conclave, il re di Spagna Carlo III oppose il veto contro Giovanni Carlo Boschi. I rappresentanti di Spagna, Francia e Portogallo tolsero una dopo l'altra il proprio veto all'elezione del cardinale Braschi, che, pur essendo vicino ai Gesuiti, aveva preso le distanze da tutte le controversie politico-religiose. Il papa neoeletto scelse come nome pontificale Pio in memoria di san Pio V, verso il quale nutriva una particolare devozione.
Pio VI venne eletto pontefice quando ancora non era stato nominato vescovo e pertanto si rese necessaria, prima della sua definitiva presa di possesso della Santa Sede, la sua ordinazione. Il 22 febbraio 1775 (festa della Cattedra di San Pietro) Pio VI, ancora col nome di Giannangelo Braschi, venne consacrato dal cardinale-vescovo di Porto-Santa Rufina, nonché vice-decano del Sacro Collegio dei Cardinali, il cardinale Gian Francesco Albani: il giorno stesso venne incoronato pontefice dal cardinale protodiacono, Alessandro Albani. La domenica successiva egli aprì ufficialmente la Porta Santa della basilica di San Pietro, dando inizio all'anno giubilare 1775. La cerimonia del "possesso" (cioè la cerimonia in cui il papa veniva ufficialmente intronizzato) ebbe luogo il 30 novembre e fu l'ultima volta in cui ebbe luogo con la grandiosità e la solennità della tradizione, prima del tramonto definitivo del rito.

## Il pontificato
- Segretario di Stato: Lazzaro Opizio Pallavicini (1769-1785); Ignazio Gaetano Boncompagni Ludovisi (1785-89); Francesco Saverio de Zelada (1789-1796); Ignazio Busca (1796-97); Giuseppe Maria Doria Pamphilj (1797-99)
- Camera Apostolica:
  - Camerlengo: Carlo Rezzonico (1763-1799)
  - Tesoriere: Guglielmo Pallotta (1773-1785)[9]; Fabrizio Ruffo (1785-1794); Girolamo della Porta (1794-1800)
- Congregazioni:
  - Inquisizione: Ludovico Maria Torriggiani (1775-1777); Carlo Rezzonico (1777-1799)
  - Riti: Mario Compagnoni Marefoschi (1771-1780); Giovanni Archinto (1781-1785); ...
  - Indice: Benedetto Veterani (1775? - 1776); Giacinto Sigismondo Gerdil (1777-1795); Stefano Borgia (1796-1802)
  - Concilio: Carlo Vittorio Amedeo delle Lanze (1775-1784); Guglielmo Pallotta (1785-1795); Tommaso Antici (1795-1798);
  - Buon governo: Antonio Casali (1773-1787); Filippo Carandini (1787-1800)
  - Vescovi e regolari: Francesco Carafa (1775-1818)
- Tribunali della Curia
  - Penitenziere Maggiore: …; Francesco Saverio de Zelada (1788-1801)
  - Prefetto della Segnatura Apostolica: Andrea Corsini (1770-1795); Leonardo Antonelli (1795-1811)
  - Decani della Rota Romana: Alessandro Ratta (1770 – 1783); Giovanni Maria Riminaldi (1784? - 1785); …; Alphonse-Hubert de Latier (1792-1802)
- Vicario per la diocesi di Roma: Marcantonio Colonna (1762-1793); Andrea Corsini (1793-1795); Giulio Maria della Somaglia (1795-1818).

### Relazioni con le istituzioni della Chiesa

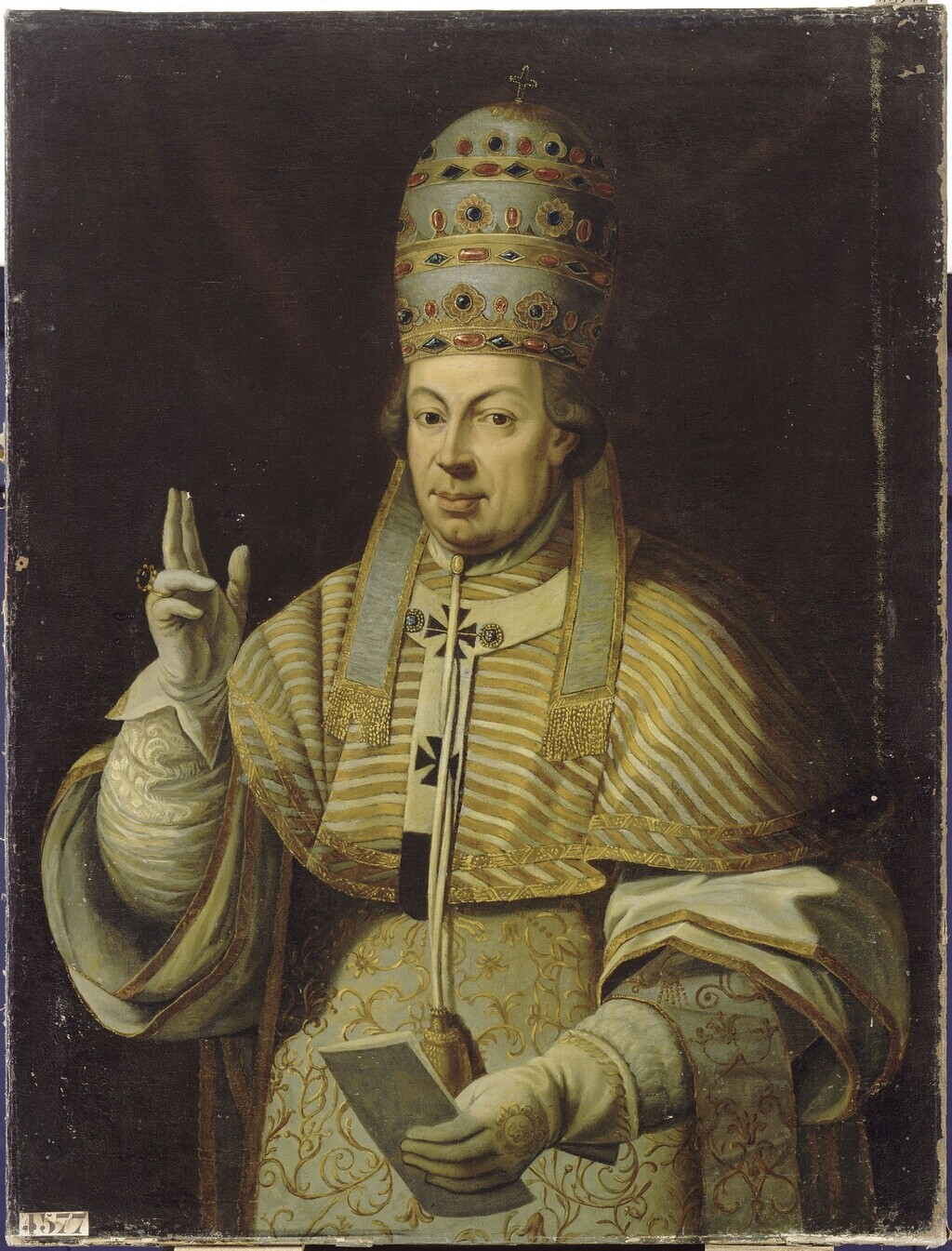
Papa Pio VI in un ritratto del 1775 ad opera di Giovanni Domenico Porta.

#### Ordini religiosi e congregazioni
Gesuiti
Gli unici due Paesi in cui l'attività della Compagnia di Gesù fu permessa furono la Prussia di Federico II e la Russia di Caterina II. In Prussia essi organizzarono la scuola dell'obbligo (la Prussia fu il primo Paese ad istituire l'istruzione obbligatoria), mentre in Russia fu loro permesso di accogliere i novizi. Il pontefice non poté però evitare la morte in carcere del preposto generale, padre Lorenzo Ricci (24 novembre 1775).

#### Approvazioni e concessioni
- Il pontefice approvò le costituzioni dell'Ordine dei Frati scalzetti fondato da Juan Alfonso Varela y Losada nel 1752.
- Pio VI promosse l'unione della Società della Fede di Gesù con la Società dei Padri del Sacro Cuore, una compagnia fondata in Belgio nel 1794 con le stesse finalità (l'unione venne realizzata ne 1799).
- Il 15 settembre 1775 il pontefice approvò gli istituti della Congregazione dei Passionisti con la bolla Praeclara Virtutum.
- Nel 1790 ricevette una richiesta da parte dell'ultimo abate di Cîteaux, Dom François Trouvé. Avendo perso ogni speranza di salvare il monastero, l'abate pregò Pio VI di trasferire tutti i suoi poteri a Robert Schlecht, abate di Salsmansweiler, della Congregazione della Germania settentrionale. La richiesta fu esaudita.
- Il 31 luglio 1794 Pio VI approvò l'erezione in abbazia della Certosa della Valsainte (Svizzera), che divenne successivamente la casa madre della Congregazione dei trappisti[11].

### Decisioni in materia dottrinale
- Nel 1779 papa Pio VI con il Breve Divina Christi voce condannò l'esegeta Lorenzo Isenbiehl di Magonza, il quale sosteneva che la profezia di Isaia[12] non si riferiva al Messia né in senso letterale né in senso spirituale, e perciò nemmeno a Maria[13].

### Decisioni in materia liturgica
- Celebrò il giubileo del 1775;
- Il 19 marzo 1777 approvò la revisione del calendario liturgico della Chiesa cattolica d'Inghilterra
- Approvò la traduzione italiana della Sacra Bibbia ad opera Antonio Martini (1778). La Bibbia del Martini rimase la versione più utilizzata in Italia fino al XX secolo.
- Il 18 dicembre 1784 approvò l'Ufficio e la messa propria della Madonna del Fuoco, Patrona di Forlì, città che il Papa aveva visitato due volte nel 1782.

### Altre decisioni
Curia romana
Creò la congregazione super Negotiis Extraordinariis Regni Galliarum  per stabilizzare i rapporti con regno di Francia (1793). Da essa derivò la Congregazione per gli affari ecclesiastici straordinari istituita dal successore Pio VII nel 1814.
Ordini religiosi cavallereschi
Approvò la riforma dell'Ordine di Avis (1º agosto 1789).
Nel 1785 il pontefice condannò il movimento degli Illuminati, fondato dal filosofo tedesco Johann Adam Weishaupt. Inoltre sanzionò il principe-vescovo di Frisinga, Ludwig Joseph von Welden.

### Relazioni con i monarchi europei

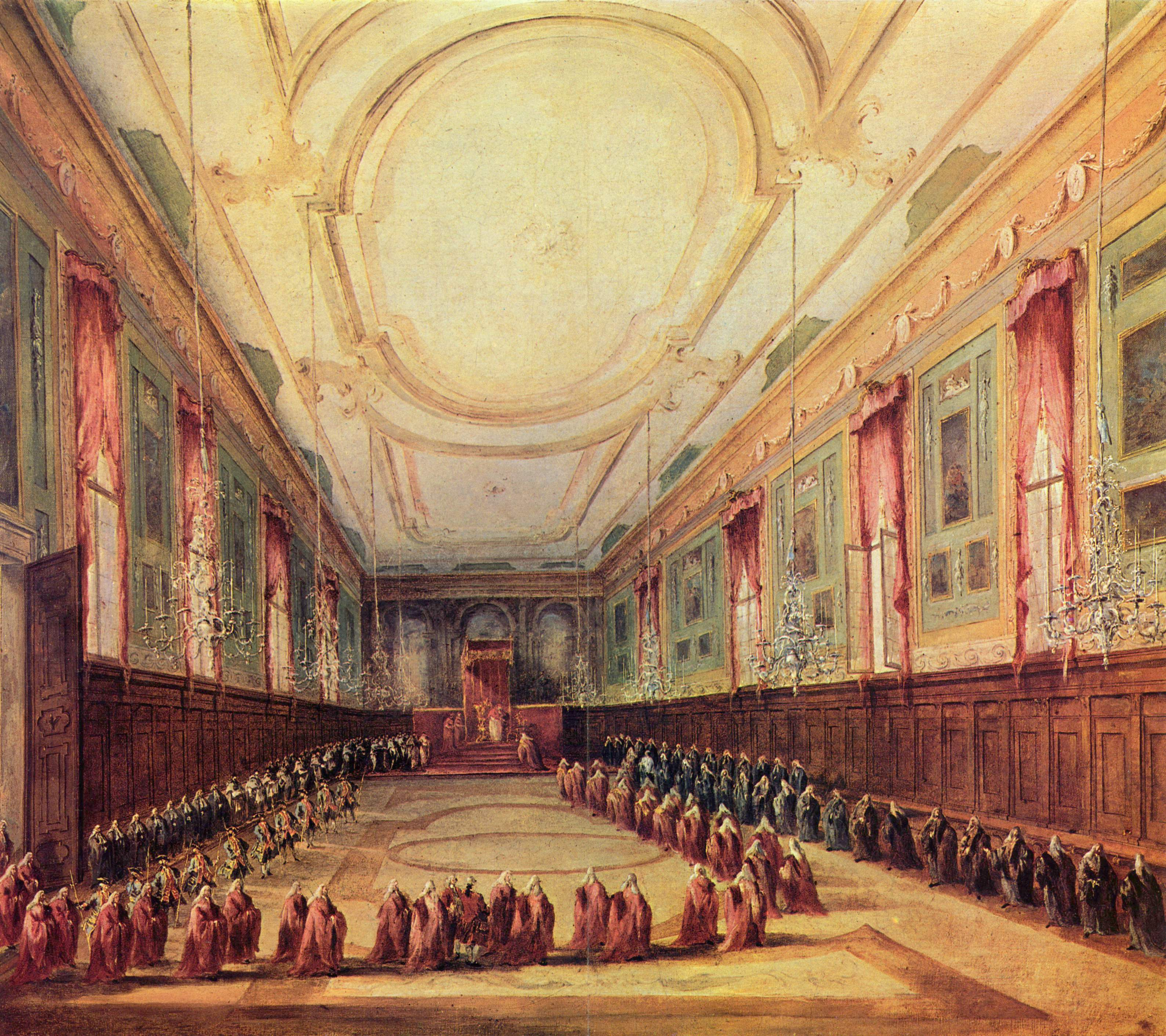
Francesco Guardi, Papa Pio VI riceve il doge di Venezia del 1782; olio su tela, 82x71 cm, Collezione privata, Milano, Italia

Pio VI si trovò ad affrontare grandi difficoltà nel rapporto con gli Stati, sempre più invadenti nel campo religioso-ecclesiastico. Cercò di dimostrare in modo storico-giuridico i diritti della Santa Sede per quanto riguarda le nunziature e mirò a mantenere le prerogative papali in materia di nomina dei vescovi.

#### Sacro Romano Impero
L'imperatore Giuseppe II, seguace del febronianismo, adottò, insieme al ministro Kaunitz, una politica ecclesiastica volta ad unificare nelle mani dello Stato la gestione del clero nazionale, sottraendolo alla tutela del papa (giuseppinismo). Nell'ottobre 1781 pubblicò l'editto di tolleranza nei riguardi del protestantesimo. Pio VI prese la straordinaria decisione di recarsi a Vienna per chiedere personalmente la revoca dell'editto e di altri provvedimenti in materia ecclesiastica. Il Papa partì da Roma il 27 febbraio 1782 e giunse a Vienna il 22 marzo. Fu il primo papa dopo 250 anni (Clemente VII, 1523-34) a viaggiare all'estero.

Alloggiò nel Palazzo imperiale, dove soggiornò per un intero mese. Celebrò i riti della Settimana santa e la Messa pasquale nella capitale austriaca.
Il pittore Josef Hickel eseguì il suo  ritratto (JPG). URL consultato il 20 marzo 2020 (archiviato dall'url originale il 7 novembre 2017).. La missione si risolse però in un nulla di fatto. Giuseppe II non sospese né riformò la sua legislazione ecclesiastica.

Durante il viaggio di ritorno il pontefice si fermò a Monaco di Baviera (26 aprile – 2 maggio). Nel 1783 l'imperatore ricambiò la visita effettuando un viaggio a Roma. Nel 1784 Giuseppe II stipulò con la Santa Sede una "Conventio amicabilis" (termine scelto da Giuseppe II per evitare la parola concordato, che comportava la concessione di privilegi) con cui ottenne il diritto di approvare la nomina dei vescovi delle città dell'impero.
Nel 1786 Pio VI manifestò il desiderio di aprire una nunziatura a Monaco di Baviera, ma gli arcivescovi elettori di Colonia, Treviri, Magonza e l'arcivescovo di Salisburgo sottoscrissero nell'agosto 1786 la “puntuazione di Ems”, in cui rivendicarono un'ampia autonomia dalla Santa Sede.

#### Francia

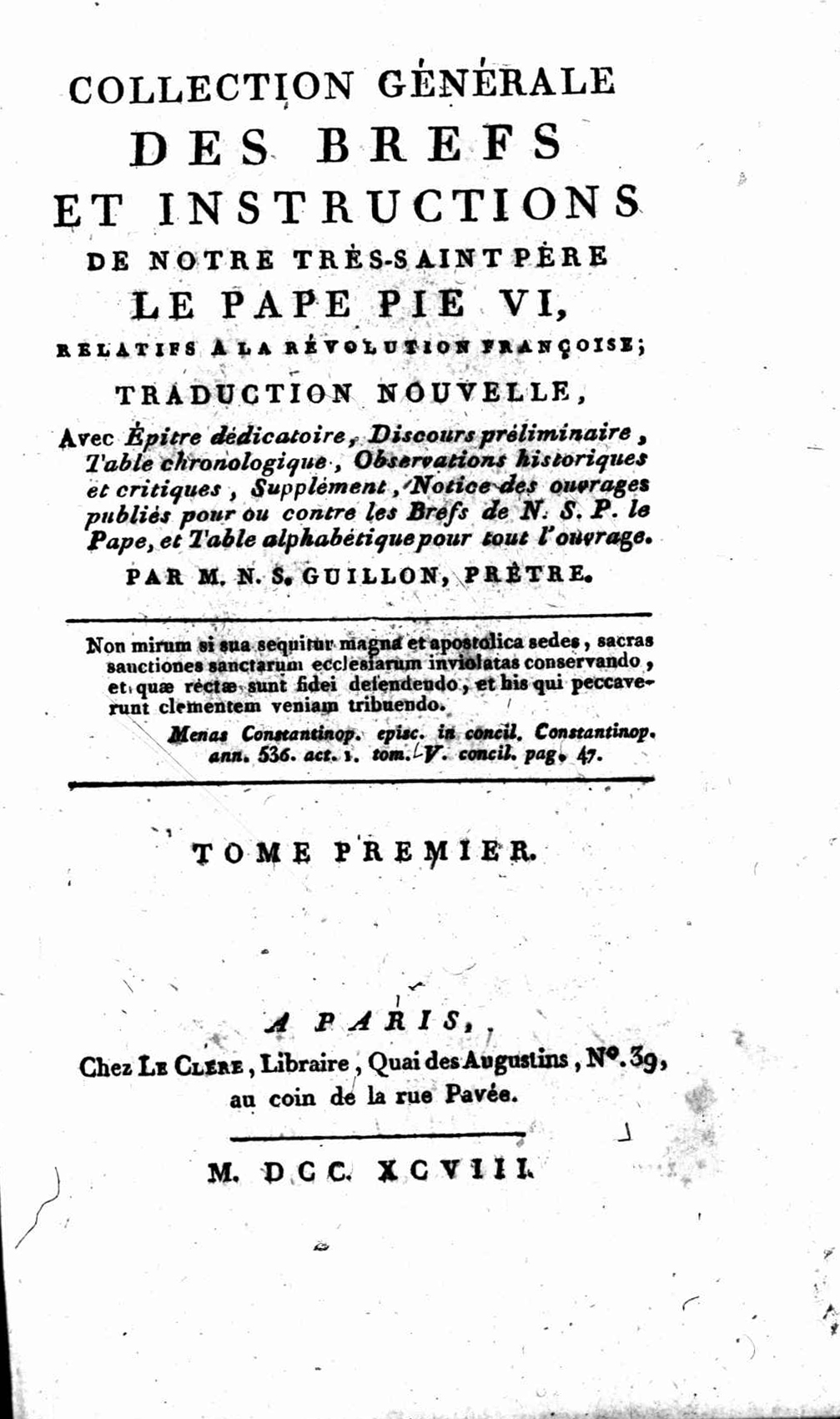
Raccolta generale di scritti e istruzioni di Pio VI relative alla Rivoluzione francese (Collection generale des brefs et instructions relatifs a la revolution francoise, 1798)

Nel 1786 il cardinale di Rohan fu raggirato da una contessa e rimase coinvolto nell'Affare della collana. Il re di Francia gli tolse tutte le sue cariche e lo esiliò a La Chaise-Dieu, nell'omonima abbazia, della quale dal 1756 era abate commendatario.
Il 13 febbraio 1786 anche papa Pio VI prese provvedimenti: il cardinale fu sospeso, privato della «voce» attiva e passiva e di tutti gli onori. Entro il termine di sei mesi fissato dal papa, il cardinale Rohan si presentò a Roma, dove fu perdonato e reintegrato nella carica (18 dicembre 1786).
Nel luglio 1789 scoppiò la Rivoluzione francese. Molti cattolici furono vessati o minacciati dai rivoltosi. Alcuni nobili francesi in pericolo di vita si rifugiarono a Roma. Dalla Francia si rifugiarono nello Stato Pontificio in tutto circa seimila cattolici.
Il 12 luglio 1790 il parlamento francese sancì l'obbligo del giuramento di fedeltà al nuovo regime per tutti i cittadini (“Costituzione civile del clero”). Tale provvedimento rappresentava la rottura unilaterale del concordato del 1516. Seguirono altre misure, tutte improntate alla separazione della Repubblica dalla Chiesa di Roma: abolizione delle decime, nazionalizzazione dei beni ecclesiastici, rifiuto di dichiarare il cattolicesimo religione di Stato, divieto di professione di nuovi voti religiosi.
La risposta del papa tardò ad arrivare. Nel frattempo i vescovi e il clero francesi subirono enormi pressioni. Nonostante ciò, su 160 vescovi, solo 7 giurarono. Prestarono giuramento invece la maggioranza dei parroci (il 52%). 68 vescovi furono nominati dalle assemblee dipartimentali. La nomina fu poi “consacrata” dal vescovo di Autun, monsignor Talleyrand. Nel 1791 giunse la risposta del papa. Con il breve Quod aliquantum del 10 marzo Pio VI condannò la Costituzione civile del clero e i principii della Rivoluzione francese. Con il breve Charitas Quae (13 aprile 1791) annullò le nomine vescovili effettuate senza la sua conferma. I rivoluzionari, per rappresaglia, invasero Avignone, ove, nell'ambito della lotta fra chi sosteneva l'annessione alla Francia e i sudditi fedeli al pontefice, una sessantina di questi ultimi furono condannati sommariamente a morte. La barbara esecuzione avvenne in una delle torri del palazzo dei Papi. Il tragico evento fu ricordato come i «massacri della ghiacciaia» (Massacres de la Glacière).
In quello stesso anno la Francia e lo Stato Pontificio ruppero le relazioni diplomatiche. In maggio il pontefice si rifiutò di accettare il nuovo ambasciatore della repubblica; pochi mesi dopo il nunzio apostolico a Parigi, a seguito di una violenta manifestazione popolare in cui venne bruciato un manichino raffigurante il pontefice, lasciò la Nunziatura. A novembre l'esercito francese occupò Avignone e il Contado Venassino e le annetté al territorio della repubblica.
La Rivoluzione continuò la sua marcia. In breve tempo si ammantò di un generale ateismo: furono soppresse le congregazioni religiose (1792). Si giunse anche allo spargimento di sangue: tra il 2 e il 5 settembre 1792 furono massacrati 223 sacerdoti. Cominciò un esodo massiccio di ecclesiastici francesi verso lo Stato Pontificio. In quell'anno se ne contarono ben duemila, che salirono a tremila l'anno seguente.
La questione del giuramento di fedeltà alla Repubblica ebbe gravi conseguenze. Nello stesso 1792 fu emanata una legge secondo la quale i sacerdoti che non avevano prestato giuramento dovevano lasciare il Paese, pena la deportazione nella Guyana. Quarantamila preti furono costretti all'esilio. A questa legge si accompagnò la nuova legge sul matrimonio: esso aveva valore solamente in sede civile. Veniva introdotto il divorzio. Il 24 novembre 1793 venne istituito il nuovo calendario repubblicano. Il conteggio degli anni non partiva dalla nascita di Cristo: gli anni furono contati a partire dal 1792, che divenne il I anno della nuova era repubblicana. Venne abolita anche la settimana, che fu sostituita con la decade. In questo modo spariva la domenica e, con essa, la messa domenicale, obbligo per ogni cristiano.
Il 21 gennaio 1793 fu eseguita la condanna a morte per decapitazione di re Luigi XVI. L'evento destò una profonda impressione nel pontefice. Nello stesso anno fu sancita la pena di morte per i sacerdoti che, pur non avendo giurato per la Repubblica, erano rimasti sul suolo francese. Si scatenò poi in tutto il Paese un'ondata di scristianizzazione. Nel 1794 furono ghigliottinati una ventina di sacerdoti. Gli anni 1795 e 1796 furono relativamente tranquilli. L'ondata persecutoria riprese nel 1797: il nuovo Direttorio (massimo organo politico dello Stato) pretese dai membri del clero un nuovo giuramento di fedeltà alla Repubblica, pena la deportazione. Le condanne furono numerose: 1701 preti vennero deportati e 41 fucilati.
Pio VI sostenne la prima coalizione anti-repubblicana sin dal 1792 e rifiutò la mediazione della Spagna nel 1795 quando Parigi stipulò l'armistizio. Nel marzo del 1796 il generale corso Napoleone Bonaparte, nominato capo dell'Armata d'Italia dal Direttorio, iniziò l'invasione della penisola. Scopo dell'azione bellica era imporre il dominio francese sull'Italia settentrionale. Bonaparte puntò le armi contro lo Stato Pontificio e riuscì con la forza ad ottenere da Pio VI, nel giugno 1796, l'armistizio di Bologna. La Santa Sede dovette versare la somma di 21 milioni di scudi, consegnare numerose opere d'arte ed accettare l'occupazione militare delle Legazioni di Bologna e Ferrara e del porto di Ancona. Nel dicembre 1796 le ex legazioni entrarono a far parte della costituenda Repubblica Cispadana.
L'anno seguente Napoleone attaccò nuovamente lo Stato Pontificio: nel febbraio 1797 novemila soldati francesi invasero la Romagna, sbaragliando le forze pontificie presso Faenza. Successivamente dilagarono nella Marca Anconitana e saccheggiarono il Santuario di Loreto (18 febbraio). La Santa Sede fu costretta alle trattative per ottenere la cessazione delle ostilità. I termini del Trattato di Tolentino (19 febbraio 1797) furono molto punitivi per lo Stato Ecclesiastico: il papa fu forzato a rinunciare definitivamente ai suoi diritti su Avignone e il Contado Venassino e dovette accettare pesantissime contribuzioni finanziarie (25 milioni di scudi), insieme ad una spoliazione di opere d'arte senza precedenti. I francesi infine pretesero la cessione della Legazione di Romagna. Divennero quindi tre le province pontificie italiane strappate a Pio VI. Il 29 giugno 1797 Romagna, Bologna e Ferrara confluirono nella neonata Repubblica Cisalpina.

#### Spagna e Portogallo
Le relazioni con i due regni iberici migliorarono, grazie anche allo smantellamento progressivo della politica anti ecclesiastica che era stata condotta nei decenni precedenti.
La Santa Sede stipulò un concordato con il Portogallo (febbraio 1778).

#### Spartizione della Polonia
Nel novembre 1793 Pio VI nominò Lorenzo Litta nuovo nunzio in Polonia. Il mandato era molto difficile poiché si stava prefigurando una spartizione del Paese. Il nunzio difese i diritti della Chiesa cattolica nello Stato, ma i suoi sforzi non riuscirono ad evitare la spartizione della Polonia, che avvenne nel gennaio del 1795.

#### Regno di Svezia
Il re Gustavo III accordò ai cattolici una chiesa a Stoccolma. Il papa lo invitò a Roma, dove il re giunse il 1º gennaio 1784. Fu il primo incontro tra un pontefice ed un monarca protestante.

#### Impero russo
Caterina II aveva decretato nel 1772 la creazione della diocesi di Mogilev (oggi arcidiocesi di Minsk-Mahilëŭ) per i cattolici dell'Impero russo, riconosciuta dal nuovo pontefice nel 1783. Tuttavia la zarina si oppose alla riorganizzazione delle diocesi cattoliche in Russia effettuata dalla Santa Sede nel 1795 dopo l'annessione di territori già polacchi. Pio VI considerò nulli tali atti. Caterina II acconsentì invece a una definizione di nuovi confini per le diocesi nel 1798 dopo la missione guidata dal futuro cardinale Lorenzo Litta presso l'erede al trono Paolo I di Russia e giunta a buon fine grazie a Giulio Renato Litta, contrammiraglio della flotta russa e fratello di Lorenzo.

#### Granducato di Toscana
Il Granduca di Toscana Pietro Leopoldo I (1747-1792), fratello dell'imperatore Giuseppe II, avviò una riforma della Chiesa toscana molto simile a quella perseguita in Austria. Accanto a misure analoghe a quelle del giuseppinismo, l'azione del granduca fu volta a creare una chiesa episcopale, il cui massimo organo era il sinodo diocesano. Il 18 settembre 1786 si tenne a Pistoia il primo di questi sinodi. In risposta, Pio VI creò tre congregazioni particolari incaricate di esaminare i decreti del sinodo pistoiese. A Roma i lavori si prolungarono, mentre già l'anno successivo i vescovi toscani tennero un'assemblea a Firenze (23 aprile 1787) impegnandosi nella convocazione di un concilio nazionale, che tuttavia non si tenne. La risposta della Santa Sede giunse solamente il 28 agosto 1794, in pieno clima rivoluzionario. Con la bolla Auctorem fidei, il pontefice ribadì il primato di ordine e di giurisdizione del pontefice romano e della Chiesa di Roma.

#### Regno di Napoli
Nel 1783 re Ferdinando IV soppresse l'Inquisizione in Sicilia. Nel 1788 il primo ministro Domenico Caracciolo si rifiutò di pagare il tradizionale tributo feudale della chinea (con relativa festa e macchina della chinea pirotecnica) ed informò il pontefice della sua intenzione di assumere il controllo delle nomine dei vescovi nei propri dominii. Ottenuta risposta negativa, bloccò la nomina dei nuovi vescovi. Nel 1789 la metà delle diocesi del Regno rimase senza vescovo. Nel 1791 il Papa raggiunse un compromesso concludendo un trattato bilaterale con il re.

### Amministrazione dello Stato della Chiesa

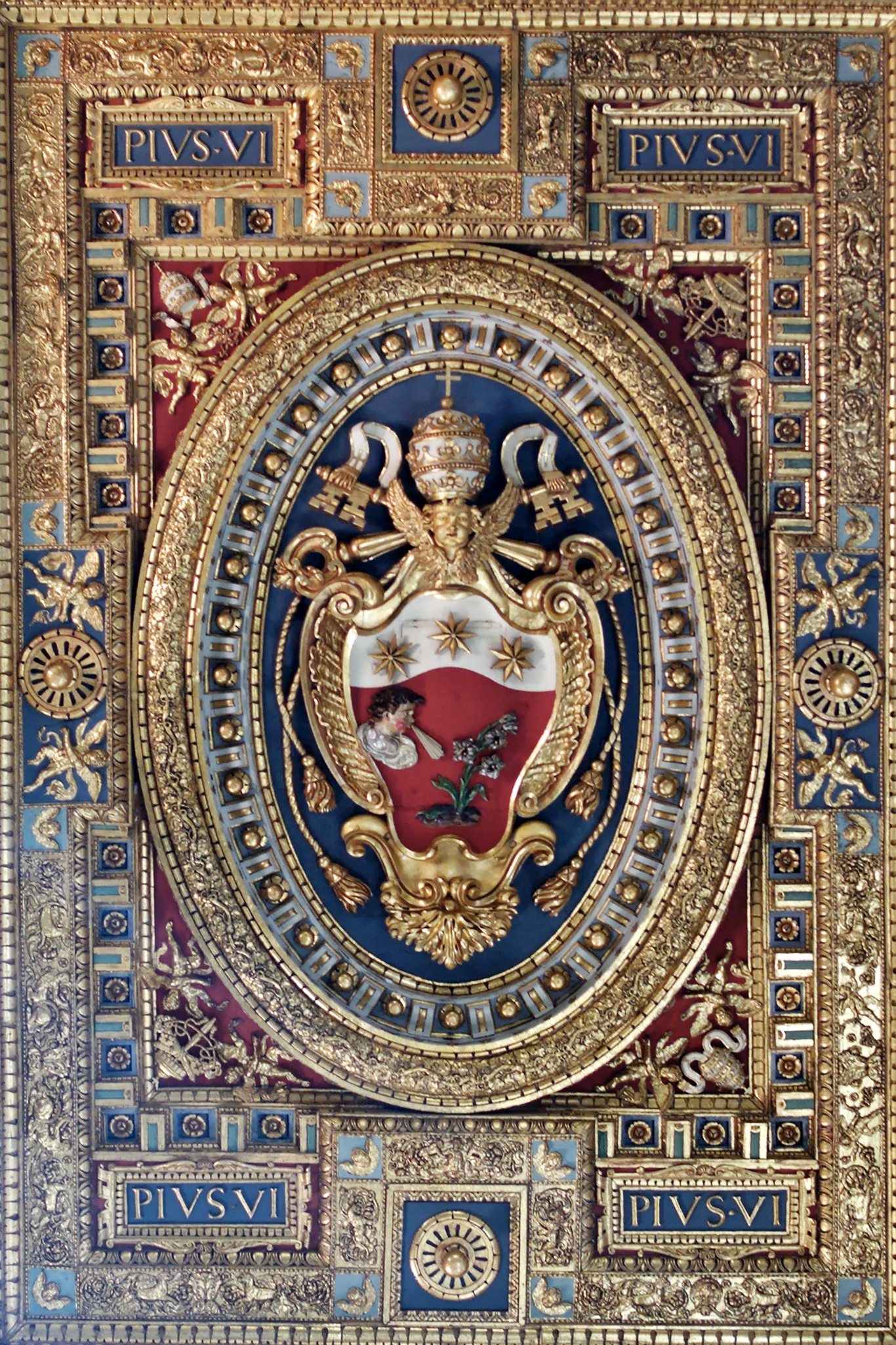
Stemma di Pio VI sul soffitto ligneo della basilica di San Giovanni in Laterano.

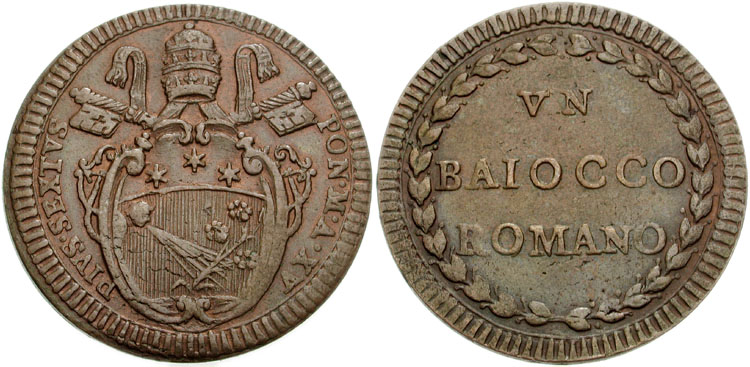
Un baiocco del 1798 (recto e verso).

#### Le bonifiche dell'Agro Pontino
Pio VI avviò la bonifica dell'Agro Pontino, il territorio pianeggiante compreso fra Terracina, Anzio, il monte Circeo e i Monti Lepini. Una parte di esso era attraversato da pianure paludose che rendevano impossibile la vita umana. La zona era largamente infestata dalla malaria.

Nel 1775 il pontefice investì della questione la Camera Apostolica, ma si mosse anche autonomamente. Ben presto intuì che sarebbero sorte questioni legali: infatti nel territorio alcune famiglie patrizie esercitavano un potere anche superiore a quello dello Stato. Forte dello ius romano, fece espropriare temporaneamente le terre paludose (che, secondo una relazione tecnica del 1777, occupavano un'area di 180.000 miglia quadrate). L'inizio dei lavori fu celebrato da Vincenzo Monti con il poemetto Feroniade.
Superando l'approccio privatistico e localistico, le spese furono ripartite fra la Camera Apostolica e i proprietari secondo il criterio del beneficio, usato ancora oggi presso i consorzi di bonifica. Nel 1777 la Camera Apostolica approvò il progetto di risanamento. Fu realizzata una rete di canali tuttora esistente (Linea Sisto e Linea Pio) e vennero bonificate buona parte delle paludi nella zona di Sezze e Terracina.
Il 5 aprile 1780 Pio VI effettuò la sua prima visita nei territori bonificati. Da allora in poi ritornò quasi annualmente per controllare l'avanzamento dei lavori e, quando questi furono terminati, a vigilare sul loro mantenimento. Nella visita del 1791 il Papa decise di convertire le colonie in enfiteusi. Il provvedimento favorì in parte le famiglie di coltivatori, ma soprattutto fu sfruttato dagli speculatori. L'opera di bonifica consentì la messa a coltura 29.000 ettari.
Altre importanti opere pubbliche furono la sistemazione dei porti di Ancona, di Civitavecchia, di Anzio e di Terracina e delle vie di comunicazione più importanti dello Stato. In Umbria furono effettuati lavori di prosciugamento.

#### Promozione delle manifatture e liberalizzazioni in agricoltura
Pio VI incoraggiò le arti e le manifatture: nel 1775 fondò il «Conservatorio Pio» per le donne povere. Vi si producevano: lana, lino, canapa e cotone. Sorsero nelle province molte accademie agrarie. Le più dinamiche furono quelle marchigiane: Urbania, Macerata, Foligno e Corneto.
Pio VI promosse anche delle riforme amministrative. La più importante fu la compilazione del catasto, ordinata nel dicembre 1777: fu la prima rilevazione delle proprietà fondiarie di tutto lo Stato Pontificio mai eseguita.
Il pontefice inoltre introdusse due importanti provvedimenti doganali: furono aboliti i dazi interni allo Stato e furono introdotte le dogane ai confini (1786).

Anche la riforma introdotta nel 1789 da Fabrizio Ruffo, Tesoriere generale della Camera Apostolica ebbe grande importanza: egli soppresse la precettazione del bestiame ovino e suino e dell'olio, istituendone il libero commercio.
Infine, il pontefice nominò un consiglio cardinalizio per porre rimedio allo stato delle finanze e ridurre il peso dell'imposizione fiscale, incaricò Nicolò Bischi di soprintendere alle spese necessarie all'acquisto di grano e ridusse le uscite annuali sopprimendo l'erogazione di molte pensioni vitalizie.
I 24 anni di regno di papa Braschi lasciarono le finanze vaticane completamente stremate, come dovette ammettere perfino La Civiltà Cattolica nel 1906.

### Opere realizzate a Roma
- Nel 1775 decise la trasformazione della Fabbrica dei Tabacchi in un conservatorio per fanciulle orfane.
- Nel 1776 decise l'edificazione della nuova sacrestia della Basilica di San Pietro, di cui si parlava da decenni. Il progetto fu affidato a Carlo Marchionni e la costruzione durò fino al 1784[26].
- Nel 1786 incaricò Giuseppe Camporese di realizzare l'Atrio dei Quattro cancelli e la Galleria dei Candelabri del Palazzo Vaticano.
- Fece innalzare l'Obelisco Sallustiano, facendolo collocare in piazza di Spagna (1787-89).
- Avviò i lavori di riparazione dell'Obelisco di Montecitorio ed il suo ripristino come orologio solare (1790-92).
- Avviò i lavori di sistemazione della piazza del Quirinale (all'epoca il Quirinale era la residenza pontificia). Fu ridefinita la fontana dei Dioscuri: il blocco fu diviso in due e i due gruppi furono ruotati in modo da trovarsi ad angolo retto tra di loro. In mezzo venne innalzato uno dei due obelischi che ornavano la tomba dell'imperatore Augusto (oggi è chiamato Obelisco del Quirinale). La fontana venne smantellata e sostituita con una vasca circolare in granito. I lavori furono eseguiti sotto la direzione dell'architetto Giovanni Antinori.
- Nel 1791 Pio VI decise la demolizione di Palazzo Orsini, sito in piazza Navona, per far posto ad un nuovo edificio, di proprietà della sua famiglia (i Braschi). Il nuovo edificio fu costruito dall'architetto imolese Cosimo Morelli su commissione del nipote Luigi Braschi Onesti (figlio della sorella del pontefice, Giulia Francesca Braschi)[27]. I lavori furono terminati nel 1804. Oggi palazzo Braschi è sede del Museo di Roma.
- Fece edificare un Collegio per studenti. Su progetto di Andrea De Dominicis, l'edificio fu realizzato nel 1793-94. L'istituzione fu denominata “Angelo Braschi” in riconoscenza verso il pontefice[28].

### Patrono di arti e scienze
- Il pontefice incrementò la raccolta d'arte del Museo Pio-Clementino includendo il Sarcofago di Elena (sant'Elena Imperatrice) e il Sarcofago di Santa Costanza. In pochi anni divenne la più ricca collezione di antichità d'Europa[8]. Il catalogo del museo, in sei volumi (pubblicati tra 1784 e 1807) fu opera di Ennio Quirino Visconti.
- Riformò l'Università La Sapienza di Roma.
- Incaricò padre Bruno Bruni di curare l'edizione delle opere di San Massimo di Torino († 420), che uscirono nel 1784.
- Fu patrono del filosofo e sacerdote siciliano Nicola Spedalieri; lo invitò a scrivere un'opera sui diritti dell'uomo in chiave cattolica. Il saggio Dei diritti dell'uomo fu pubblicato nel 1791 in due volumi.
- Il 31 agosto 1778 concesse alla poetessa Maria Maddalena Morelli l'assenso all'incoronazione di Poetessa laureata e al conferimento del titolo di Nobile Romana[28].
- Affidò al pittore Bernardino Nocchi la decorazione dell'emiciclo inferiore del Palazzo Apostolico (1780) e poi della ”Stanza delle Stampe” della Biblioteca Vaticana (1785).
- L'orafo Luigi Valadier eseguì diversi lavori su commissione del pontefice.
- Commissionò l'esecuzione del proprio ritratto al pittore Pompeo Batoni. Francesco Guardi dipinse quattro tele commemorative della visita del pontefice a Venezia del maggio 1782.
- Antonio Canova realizzò sia il monumento funebre di Pio VI che una sua statua in posizione orante, collocati nella Basilica di San Pietro.

### Invasione francese di Roma, prigionia ed esilio
Il 28 dicembre 1797, in uno scontro tra giacobini romani e soldati pontifici, venne ucciso il generale francese Mathurin-Léonard Duphot, ospite a Roma dell'ambasciatore francese presso la Santa Sede Giuseppe Bonaparte. La morte di Duphot rappresentò per i francesi il casus belli per scatenare l'invasione dello Stato pontificio. Il 10 febbraio 1798 le truppe francesi, guidate dal generale Louis-Alexandre Berthier, invasero Roma dando inizio all'occupazione della città. Berthier marciò senza incontrare resistenza, dandosi poi al saccheggio dei tesori d'arte del Vaticano (tra cui la requisizione di quasi l'intero Museo Profano, pieno di antiche pietre preziose). Il 15 febbraio fu dichiarato decaduto il potere temporale del pontefice e fu proclamata, sul modello francese, la Repubblica Romana.
Il pontefice mantenne un contegno improntato alla fermezza. Ciò indispettì le autorità francesi che, dopo avergli sottratto tutte le rendite ed averlo spogliato di tutti i suoi beni, dapprima accerchiarono il Palazzo Vaticano e poi il 20 febbraio lo arrestarono. Il generale Berthier ingiunse al pontefice di lasciare Roma. Pio VI fu condotto in esilio a Siena, nel Granducato di Toscana, che era uno Stato neutrale. L'arcivescovo di Siena Zondadari si premurò di trovargli un alloggio. Il pontefice soggiornò nel convento di Sant'Agostino (lo stesso dove dormì nel 1411 Gregorio XII, anch'egli esule da Roma, nel viaggio che lo condusse a Rimini). Nel frattempo il granduca Ferdinando III informò le grandi potenze cattoliche (Impero e Spagna) del fatto.
Quando a Roma si diffuse la notizia che il papa era stato deportato, il 25 febbraio scoppiò una rivolta. Furono accusati di averla fomentata gli ecclesiastici: ne scaturì una feroce persecuzione. Vennero arrestati quasi tutti i cardinali e i prelati di Curia che erano ancora rimasti in città. Tra essi i cardinali Antonelli, Doria, Borgia, Roverella, della Somaglia e Carandini e il Governatore di Roma monsignor Crivelli. Tutti i predetti rifiutarono di prestare giuramento alla repubblica. Furono imprigionati nel monastero delle Convertite al Corso, poi trasferiti a Civitavecchia e, di qui, costretti a lasciare lo Stato Pontificio. Anch'essi trovarono rifugio in Toscana. Il cardinal decano Giovan Francesco Albani si rifugiò a Napoli.
Da Siena il pontefice pubblicò una bolla nella quale prescrisse ai cardinali di tenere il futuro conclave nel luogo da loro ritenuto più idoneo e sicuro, anche fuori Roma. Il 26 maggio Siena fu colpita da un fortissimo terremoto: il pontefice fu trasferito in un altro alloggio. Il granduca Ferdinando III si recò a Roma per conferire con il generale comandante dell'Armata francese. Risultato: Pio VI dovette lasciare Siena. Venne condotto, sempre in forma di arresto, alla Certosa di San Casciano, 3 km a sud di Firenze, dove fu segregato nel convento. Durante la sua detenzione nel monastero, la sua cella fu guardata a vista da due commissari francesi. Il pontefice si ammalò: l'infermità fu così seria che Pio VI perse l'uso delle gambe e non fu più in grado di reggersi in piedi.
Trascorse così il 1798. Durante questo periodo firmò la bolla Cum nos superiori (13 novembre 1798). In essa il pontefice emanò nuove disposizioni per regolamentare il periodo di sede vacante e le modalità di convocazione del conclave.
Da Parigi il Direttorio fece pressioni sul Granduca affinché il pontefice fosse trasferito in un altro stato, più lontano da Roma. Prima ancora che venisse presa una decisione, nel marzo 1799 i francesi invasero il Granducato. Dopo la partenza per l'esilio di Ferdinando III, essi ordinarono a Pio VI di lasciare la Toscana. Il 27 marzo il Papa uscì dalla Certosa dopo nove mesi e 28 giorni di reclusione. Aveva 81 anni e non poteva più camminare. Si decise di portarlo a Bologna, credendola città anticlericale. Ma, quando i francesi lo esposero al popolo, Pio VI, invece di essere ingiuriato, venne acclamato. Fu allora decretata la sua carcerazione in Francia. Sostò 13 giorni a Parma (1-13 aprile), poi i francesi, avendo capito che gli Austriaci erano già sulle sue tracce per liberarlo, lo condussero a Torino, dove il pontefice giunse prostrato il 23 aprile.
Il giorno seguente ripartì: non sapeva ancora che la destinazione finale fosse la Francia. Quando gli venne comunicato, pensò che dovesse finire i suoi giorni sotto la ghigliottina. Valicate faticosamente le Alpi al Passo del Monginevro, giunse a Briançon il 30 aprile. Fu obbligato a dimorare in quella città per cinquanta giorni. Per avvilire il pontefice e per deprimerlo moralmente, furono allontanati i membri della Corte pontificia che lo assistevano personalmente dall'inizio dell'esilio. Dopo cinquanta giorni il Direttorio, giudicando che Briançon fosse troppo vicina al teatro della guerra, ordinò di trasportare il pontefice a Valence, nel Delfinato (ad ovest della Savoia). Il viaggio durò dal 27 giugno al 14 luglio.
In ogni città in cui si fermò, il pontefice fu acclamato dalla popolazione, nonostante le contromisure prese dagli ufficiali francesi. Ad esempio, l'arrivo a Grenoble (città che contava diverse decine di migliaia di abitanti) avvenne in piena notte il 6 luglio. Nonostante ciò migliaia di persone scesero in strada per vederlo.
A Grenoble il pontefice ebbe la consolazione di rincontrare i prelati di Corte.
Giunto a Valence, la città che lo ospitò fino alla fine dei suoi giorni, l'Amministrazione comunale, per ordine del Direttorio, emise un decreto nel quale si definì il pontefice “prigioniero di Stato” e lo si dichiarò detenuto. In conseguenza di ciò, fu raddoppiata la vigilanza sulla sua persona e furono poste sentinelle in ciascun ambiente dell'edificio in cui alloggiò. Tutte le comunicazioni con l'esterno gli furono vietate. Pio VI mantenne un estremo contegno e non lasciò mai l'abito papale.
Quaranta giorni dopo giunse un nuovo ordine del Direttorio: poiché Valence era troppo vicina ad Avignone, ex città pontificia, il prigioniero doveva essere trasportato a Digione, nella Francia centrale. L'opposizione del municipio di Valence, cui conveniva
che il papa rimanesse per i vantaggi che ne riceveva, specialmente nelle spese di mantenimento della Corte pontificia, fece sì che questa volta l'ennesimo trasferimento non venisse eseguito.
Il 13 agosto 1799 il pontefice firmò il suo ultimo documento ufficiale, il breve Quoties animo.

### Morte e sepoltura

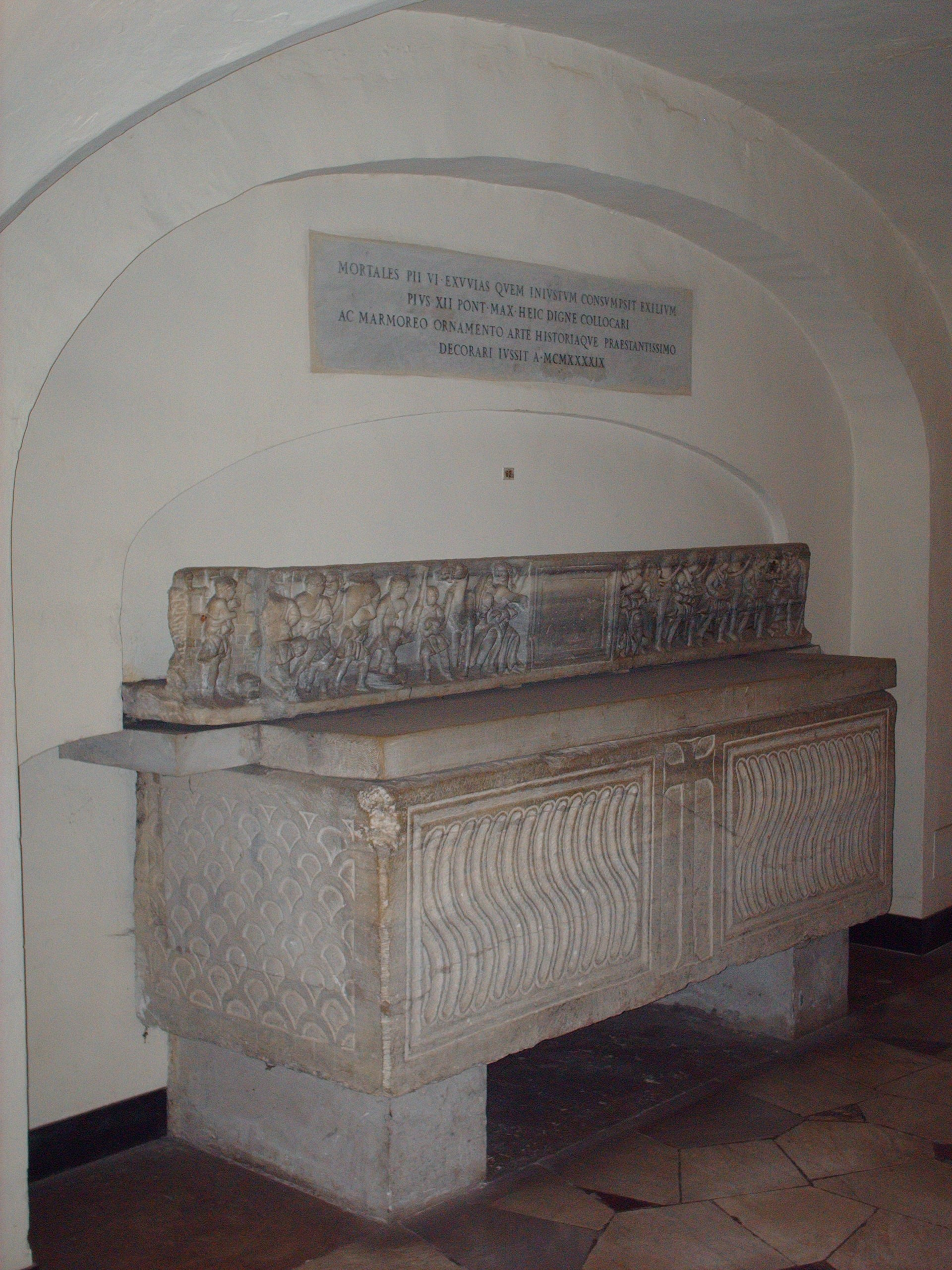
Tomba di Pio VI, nelle Grotte Vaticane.

Il 19 agosto Pio VI si ammalò gravemente. Il 27 gli venne impartita l'unzione degli infermi, mentre il testamento era già stato redatto nei primi mesi di esilio, durante la sua permanenza a Siena.
Il Papa morì nel pomeriggio del 29 agosto. Il suo corpo rimase insepolto per ordine delle autorità comunali. Intanto a Venezia, regione conquistata dall'Austria imperiale e luogo del conclave, si svolse l'orazione funebre alla presenza del Sacro Collegio (30 ottobre).
Il 29 gennaio 1800 Pio VI fu sepolto, come un comune cittadino, nel cimitero civico. Sulla cassa fu scritto: «Cittadino Giannangelo Braschi - in arte Papa». Dopo quasi due anni il nuovo pontefice, Pio VII, riuscì a persuadere il municipio a consegnargli le spoglie. Il corpo venne riesumato il 24 dicembre 1801. La salma fu imbarcata a Marsiglia per Genova e fu esposta più volte alla venerazione dei fedeli. Il 9 febbraio 1802 arrivò a Pisa, nella cui cattedrale era stato predisposto un imponente catafalco. Giunto a Civitavecchia il 10 febbraio, il corpo del papa defunto raggiunse Roma il 17 febbraio, dove vennero celebrati i solenni funerali, presieduti dallo stesso Pio VII; si trattò del primo funerale di un pontefice presieduto dal suo successore e sarebbe rimasto un unicum nella storia della Chiesa fino al funerale di Benedetto XVI nel 2023, presieduto dal suo successore Francesco. Il giorno dopo, la salma del pontefice ricevette degna sepoltura nella Basilica di San Pietro.

Per decreto di papa Pio XII, nel 1949 i resti di Pio VI vennero spostati dalla cappella della Madonna di San Pietro nelle Grotte Vaticane, posti in un antico sarcofago romano di marmo ritrovato durante gli scavi. Sopra la sua tomba, appesa al muro, venne posta una lapide con la seguente iscrizione:
(Lapide di Pio VI)
A Valence la morte di Pio VI viene ricordata il 29 agosto di ogni anno.
Prima di Pio VI, l'ultimo pontefice a morire fuori dall'Italia fu papa Urbano V, deceduto ad Avignone nel 1370, all'epoca della cattività avignonese. Dopo di lui tutti i pontefici sono deceduti a Roma o comunque dentro i confini italiani: Pio VI è dunque l'ultimo papa a morire al di fuori dell'Italia.
Il pontificato di Pio VI è durato 24 anni, 6 mesi e 14 giorni, tuttora il quinto più lungo della storia dopo quello di San Pietro, Pio IX, Giovanni Paolo II e Leone XIII.

## Diocesi create da Pio VI

### Prefetture apostoliche
- 26 novembre 1784:
  - Stati Uniti d'America (il territorio fu ricavato dalla diocesi di Québec)[33]

### Nuove diocesi
Da aggiungere:
- 27 marzo 1783, (bolla Ad universam agri);
  - Diocesi di Tudela (in Spagna)[34].
- 4 luglio 1797 (bolla In suprema):
  - Diocesi di Pontremoli[35].

### Elevazioni ad arcidiocesi o eparchie
- 22 giugno 1777 (bolla Charitas illa):
  - Vicariato apostolico di Croazia, elevato ad Eparchia di Križevci.
- 5 dicembre 1777 (bolla Suprema dispositione):
  - Diocesi di Olomouc, elevata ad arcidiocesi metropolitana.
- 17 dicembre 1787 (bolla Quemadmodum apostolica):
  - Diocesi di Camerino (elevazione al rango di arcidiocesi).
- 1790
  - Arcieparchia di Aleppo dei Melchiti (elevazione a sede metropolitana)

Venne inoltre riconosciuta nel 1783 l'elevazione ad arcidiocesi metropolitana della diocesi di Mogilev, creata unilateralmente da Caterina II di Russia nel 1772 e da lei "promossa" ad arcidiocesi nel 1782.

### Unioni
- 27 settembre 1780 (bolla Romanus Pontifex):
  - Diocesi di Braganza-Miranda (Portogallo, nata dalla fusione delle diocesi delle due città).
- 8 luglio 1785 (bolla Saepe factum est):
  - Diocesi di Fabriano-Matelica (nata dalla fusione delle diocesi delle due città).
- 3 marzo 1797 (bolla Memores Nos):
  - ai vescovi di Malta fu concesso il titolo arcivescovile di Rodi[36]
- 8 agosto 1798:
  - Diocesi di Luc'k e Žytomyr (Rutenia, nata dalla fusione delle diocesi delle due città)[37]

### Soppressioni
- 8 marzo 1788 (bolla In universa gregis):
  - Arcidiocesi di Gorizia (il titolo arcivescovile fu trasferito alla sede di Lubiana)[38]
- 16 ottobre 1798 (bolla Maximis undique):
  - Diocesi di Wenden (il territorio fu incorporato nella diocesi di Vilnius).

## Concistori per la creazione di nuovi cardinali
Papa Pio VI durante il suo pontificato ha creato 73 cardinali nel corso di 23 distinti concistori. Prima di allora nessun papa aveva convocato così tanti concistori. La grande maggioranza di essi (58, pari al 79%) fu di nazionalità italiana.

Tra i nuovi cardinali figurò anche il suo successore, Pio VII.

## Encicliche e bolle del pontificato

### Encicliche
Papa Pio VI, durante il suo pontificato, scrisse otto encicliche.

### Bolle
- Editto sopra gli ebrei (15 febbraio 1775) - Compendia le disposizioni riguardanti i rapporti tra i cristiani e gli ebrei che abitavano nello Stato pontificio;
- Auctorem Fidei (28 agosto 1794) - Condanna di alcune tesi del Sinodo di Pistoia del 1786;
- Christi Ecclesiae (30 dicembre 1797) - Nuove norme relative al conclave;
- Cum Nos Superiori (13 novembre 1798) - Ulteriori indicazioni sul prossimo conclave[39].

## Genealogia episcopale e successione apostolica
La genealogia episcopale è:
- Cardinale Scipione Rebiba
- Cardinale Giulio Antonio Santori
- Cardinale Girolamo Bernerio, O.P.
- Arcivescovo Galeazzo Sanvitale
- Cardinale Ludovico Ludovisi
- Cardinale Luigi Caetani
- Cardinale Ulderico Carpegna
- Cardinale Paluzzo Paluzzi Altieri degli Albertoni
- Papa Benedetto XIII
- Papa Benedetto XIV
- Papa Clemente XIII
- Cardinale Giovanni Francesco Albani
- Papa Pio VI

La successione apostolica è:
- Cardinale Carlo Bellisomi (1775)
- Vescovo Joseph-Vincent de Beni (1776)
- Vescovo Girolamo Luigi Crivelli (1778)
- Vescovo Pier Luigi Galletti, O.S.B. (1778)
- Arcivescovo François de Pierre de Bernis (1781)
- Arcivescovo Gregorio Bandi (1787)